# ببغاء قرمزى الصدر

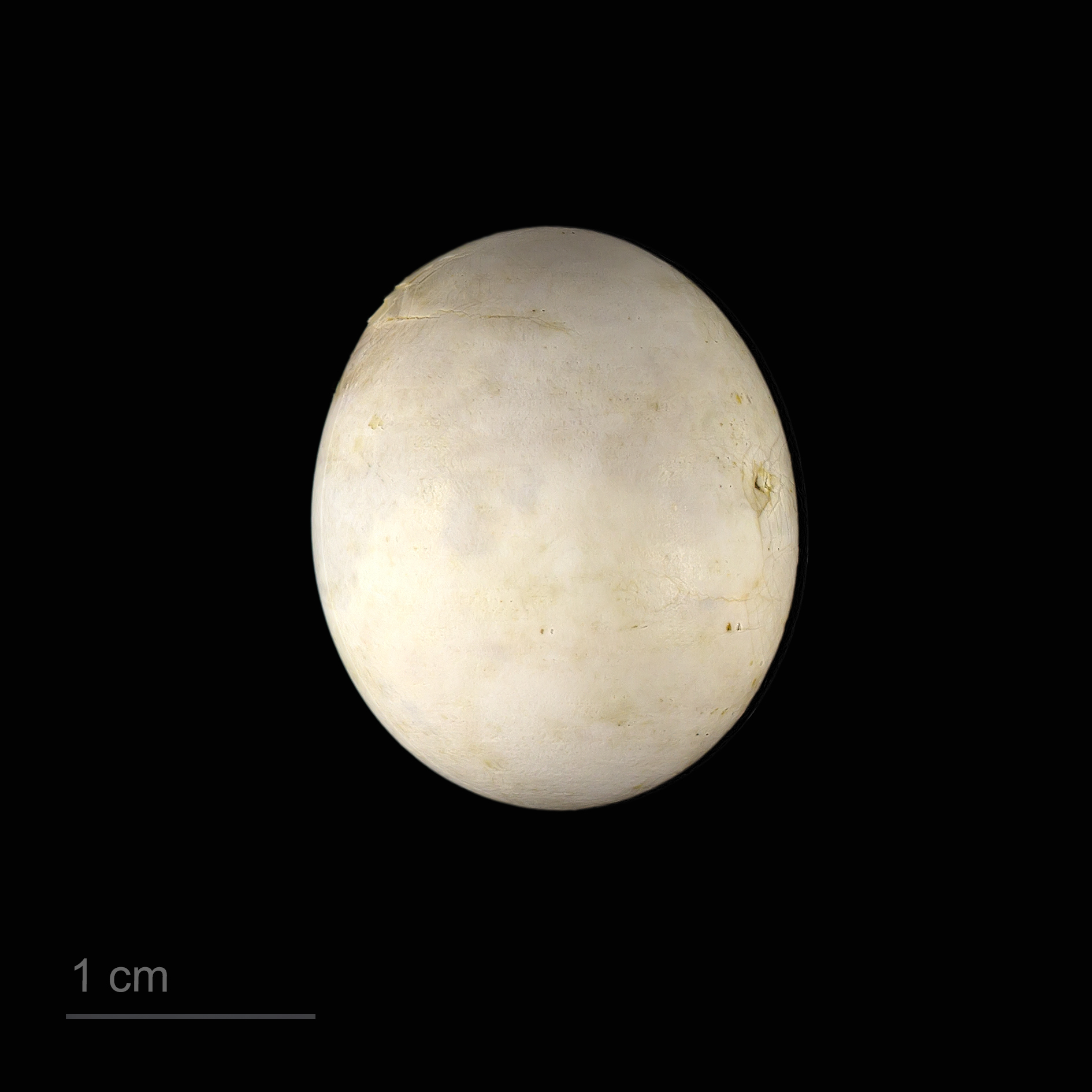
Neophema splendida

ببغاء قرمزى الصدر (باللاتينية: Neophema splendida) (بالإنجليزية: Scarlet-chested parrot)‏ أو (بالإنجليزية: scarlet-breasted parrot)‏ أو (بالإنجليزية: orange-throated parrot)‏ أو (بالإنجليزية: splendid parrot)‏ ، هو نوع ينتمي إلى بستاكوليداي (فصيلة: Psittaculidae) .